# Jeff Beck Group (альбом)
Jeff Beck Group — четвёртый студийный альбом британского гитариста Джеффа Бека и третий, последний альбом созданной им группы The Jeff Beck Group, выпущенный лейблом Epic Records 1 мая 1972 года в США и 9 июня того же года в Великобритании.

## Об альбоме
| Оценки критиков               | Оценки критиков |
| Источник                      | Оценка          |
| ----------------------------- | --------------- |
| AllMusic                      | [ 3 ]           |
| Christgau's Record Guide      | C+              |
| The Rolling Stone Album Guide | [ 5 ]           |

Альбом был записан в январе 1972 года на студии TMI (Trans-Maximus Incorporated studios) в Мемфисе, США, принадлежащей американскому музыканту Стиву Кропперу (бывшему гитаристу группы «Booker T. & the M.G.’s»), который стал его продюсером. В записи приняли участие те же музыканты, которые записывали предыдущий альбом Rough and Ready (1971).
Джефф Бек использовал несколько оригинальных мелодий, написанных для предыдущего альбома группы Rough and Ready. Из-за ограниченного времени для записи диска Jeff Beck Group, музыканты полагались на несколько кавер-версий, включая некоторые треки, которые они играли на концертах. Душевная кавер-версия песни Боба Дилана «Tonight I'll Be Staying Here With You» была записана на Jeff Beck Group, как и «Glad All Over» — первоначально записанная Карлом Перкинсом для Memphis' Sun Records в 1957 году.
«Going Down» была написана саксофонистом Stax Records и (позже) продюсером Доном Никсом и записана хэви-блюз-рок группой Moloch в 1969 году. Заряженная блюзовая мелодия стала фирменной песней для второго состава Jeff Beck Group и чем-то вроде блюз-рокового стандарта для современников и последователей Бека. Онлайн-издание Ultimate Classic Rock отмечает в этой версии сдержанный вокал его певца Бобби Тенча и потрясающее гитарное соло Бека.
Glide Magazine пишет, что на диске нашлось место для двух запоминающихся инструментальных композиций: возвышенная «Definitely Maybe», которая завершает альбом, а «I Can't Give Back the Love I Feel for You» выделяется не менее мощной в эмоциональном плане инструментальной подачей гитариста.
Соавтором одной из композиций стал продюсер альбома Стив Кроппер. По его словам, у ребят не хватало материала на альбом, поэтому он написал песню «Sugar Cane», чтобы заполнить его. «[Басист] Клайв Чемэн не смог понять эту песню. Был последний день работы в студии, и он просто не мог её почувствовать. И я не виню его за то, что он этого не чувствует. Это было то, что я только что придумал. Так что я играл на бас-гитаре, хотя меня не упомянули на альбоме», — вспоминал Кроппер.
Jeff Beck Group был закончен в январе и выпущен 1 мая 1972 года в США и в июне в Великобритании. Вскоре он получил название «Orange Album» из-за изображения апельсинов в верхней части обложки. Диск поднялся до 19-го места в чарте Billboard 200, но был встречен критиками прохладно. Они нашли, что альбом записан без вдохновения, вокала Тенча не хватало, а продюсирование посчитали скучным, хотя большинство всё ещё хвалили гитарную работу Бека.
Эта запись стала последней, выпущенной The Jeff Beck Group. Вскоре после её выхода Бек расформировал группу и начал работать с другими музыкантами, собрав пауэр-трио Beck, Bogert & Appice. Тенч, Чемэн и Миддлтон позже снова соберутся в группе Hummingbird.

## Список композиций
сторона А
1. «Ice Cream Cakes» (Jeff Beck) — 5:40
2. «Glad All Over» (Aaron Schroeder, Sid Tepper, Jeff Beck)[11] — 2:58
3. «Tonight I'll Be Staying Here with You» (Bob Dylan) — 4:59
4. «Sugar Cane» (Jeff Beck, Steve Cropper) — 4:07
5. «I Can't Give Back the Love I Feel for You» (Эшфорд и Симпсон, Brian Holland) — 2:42

сторона Б
1. «Going Down» (Don Nix) — 6:51
2. «I Got to Have a Song» (Stevie Wonder, Don Hunter, Lula Mae Hardaway, Paul Riser) — 3:26
3. «Highways» (Jeff Beck) — 4:41
4. «Definitely Maybe» (Jeff Beck) — 5:02

## Участники записи
- Бобби Тенч[англ.] — вокал
- Джефф Бек — гитара
- Макс Миддлтон[англ.] — клавишные
- Клайв Чаман[англ.] — бас-гитара
- Кози Пауэлл — ударные